# 波特蘭國際賽道
波特兰国际赛道（英語：Portland International Raceway）位于美國俄勒冈州波特兰市內、哥倫比亞河南岸，為三角洲公园综合体的一部分。賽道距離5號州際公路不到一英里。
赛道主要举办印第賽車系列賽、電動方程式賽事。此外，賽道设施包括一条直线加速赛道和一条越野摩托车赛道。
賽道為順時針賽道几乎完全平坦，並有两种賽道佈局。现代大奖赛赛道共有12个弯道，在大直道末端的1、2號彎為減速彎，被称为“谢尔顿弯道”（Shelton Chicane），长度为1.967 mi（3.166 km） 。不计减速弯，赛道共有9个弯道，单圈长度为1.915 mi（3.082 km） 。賽道現被列为国际汽联二级赛道。 

## 外部連結
- 波特兰国际赛道官方网站 （页面存档备份，存于）
- 关于驾驶此赛道的Trackpedia指南 （页面存档备份，存于）
- PIR之友 （页面存档备份，存于）
- 俄勒冈州摩托车公路赛协会 （页面存档备份，存于）OMRRA
- PIR的非官方历史
- 关于波特兰国际赛道及其历史的短片